# Fehérszárnyú gerle
A fehérszárnyú gerle (Streptopelia reichenowi) a madarak osztályának galambalakúak (Columbiformes) rendjéhez és a galambfélék (Columbidae) családjához tartozó faj.

## Előfordulása
Etiópia, Kenya és Szomália területén honos.